# 56. samostalna bojna Kutina
56. samostalna bojna HV Kutina je postrojba Hrvatske vojske sa područja grada Kutina, Ivanić-Grada, Garešnice i Novske za vrijeme Domovinskog rata.
 
Prva je postrojba koja je u Domovinskom ratu zajedno sa snagama MUP-a izvela napadnu akciju i prva oslobodila naselje koje je bilo okupirano, i to naselje Bujavicu 14. listopada 1991. godine.
Ustroj bojne na području općine Kutina počelo je 28. lipnja 1991. godine po zapovijedi ministra obrane RH Martina Špegelja.

Prvo kao 56. rezervni bataljon Zbora narodne garde zatim kao 56. pričuvni samostalni bataljun Zbora narodne garde da bi na kraju postala 56. samostalna bojna Hrvatske vojske.

## Nastanak
Prema zahtjevima tadašnjeg Sekreterijata narodne obrane općine Kutina i zapovijedi ministra obrane RH, generala Martina Špegelja osniva se 56. rezervni bataljun Zbora Narodne Garde. 

Iako je na popisu Sekreterijata narodne obrane općine Kutina bio velik broj rezervnih časnika, odgovornog posla oko osnivanja ZNG-a u Kutini jedino se prihvaća Zvonimir Gregurić, kapetan I. klase. On je mjesec dana ranije 29. svibnja 1991. imenovan zapovjednikom. Prvo zapovjedništvo čine Ivan Haić, Zdravko Brezak, Branko Batrla, Dragan Odak i Damir Kotarski.

Prvih 180 dragovoljaca započela je intenzivnu izobrazbu, no zbog nedostatka naoružanja postrojba se privremeno raspušta. U to vrijeme bilo je 17 "tanđara" M-48, jedna automatska puška i jedan brzometak.

No, privremeno raspuštanje postrojbe nije značilo slabljenje aktivnosti u cilju njenog potpunog opremanja i dopune.
Oslobođenjem JNA vojarni na području Hrvatske u početku rujna 1991. godine dolazi se u posjed veće količine naoružanja pa je tako 9. rujna ustrojena i prva raketna postrojba lakih raketnih lansera od 128 mm pod zapovjedništvom Joze Santrića koja je prvi put borbeno djelovala 11. rujna na novaljskom ratištu.

## Ratni put
Prva akcija pripadnika bojne bila je zaustavljanje kolone oklopnih vozila koja se htjela probiti s auto-puta prema Kutini.

Osvajanjem novog naouružanja kao pet haubica 155 mm, dva BOV-a s maljutkama osnivaju se posebni vodovi te sa protuzrakoplovnim topovima 20/3 stvorena je i osnovica za PZO-a Kutine, koja je sve učestalije bila izložena napadajima neprijateljskog zrakoplovstva.
Nastavile su se akcije izvedene već u početku rujna kad je minobacačko odjeljenje MB 60 i 82 mm sudjelovalo u osvajanju vojarne u Doljanima nadomak Daruvara.

### Nitko prije nas
56. samostalna bojna HV Kutina, ostat će upamćena u povijesti Republike Hrvatske posebno po tome, što su zajedno uz snage MUP-a, sudjelovali u obrani i oslobađanju Bujavice. Selo Bujavica prvo je oslobođeno mjesto u Domovinskom ratu.
Kraj rujna i početak listopada bili su označeni teškim borbama oko sela Janja Lipa i Bujavica jer se neprijatelj počeo ukopavati u Bujavici, odakle je izravno ugrožavao Janja Lipu i Brezine. S obzirom na težinu situacije donesena je odluka da se oslobodi Bujavica te se 13. listopada krenulo u akciju.

U akciji su krenule dvije skupine kutinskih dragovoljaca od 19 i 15 ljudi pod zapovjedništvom Zdenka Vugrinovića zajedno s pripadnicima pričuve policije i 2. bojne 105. brigade ZNG-a iz Čazme.
Vrlo dobro organizirana akcija urodila je plodom. Posebno se istiću pripadnici izviđačko-diverzantskog voda 56. samostalne bojne Časne sestre pod zapovjedništvom Ivana Desića. Bujavica je 14. listopada oslobođena bez žrtava, zaplijenjena je i velika količina naoružanja, a ostvaren je i veliki uspjeh na moralnom planu.

### Prve žrtve 56. samostalne bojne Kutina
Selo Lovska bilo je jako neprijateljsko uporište iz kojeg su neprijatelji neprestano pucali oslobođenu Bujavicu, na koju je ponekad padalo i više od 500 projektila dnevno pa je među pripadnicima 56. bojne bilo poginulih i ranjenih. Akcija osvajanja sela Lovska provedena je 19. studenog i uspješno završena, no ovog puta s jednim poginulim i dva ranjena borca.

### Operacija Orkan '91.
Nakon što je 19. studenog osloboden strateški vrlo bitan položaj "Motel Trokut", hrvatske su snage krenule u nastavak operacije. Cilj je bio osloboditi sela Korita, Jagma i Subocka te kod Dobrovca presjeći komunikaciju Kukunjevac - Lipik.

Napad je izveden u dva smjera:
- smjerom Trokut - Korita - Jagma - Gornja Subocka odakle su krenuli pripadnici 151. samoborska brigada Hrvatske vojske s 1. gardijskom brigadom "Tigrovi",
- smjerom Brezina krenula 56. samostalna bojna HV Kutina ojačana 65. samostalnom bojnom HV Ivanić Grad i skupinom "Merčep".

U početku je napad bio uspješan no oko podneva Jugoslavenska narodna armija prestrojila je snage i započela snažan pješački i tenkovski protunapad uz jaku minobacačku vatru. Nezgodnoj situaciji kumovao je i manjak sredstava veze.

Najveću žrtvu podnijela je 56. samostalna bojna HV Kutina čiji je izvidničko-diverzantski vod već zašao u zapadni dio Korita i neutralizirao dio neprijateljskih vojnika na straži. Ipak, jedan preživjeli aktivirao je vatrogasnu sirenu nakon čega dolazi do srpskog protunapada.

U povlačenju je bilo jako puno ranjenih dok su u Koritima živote položili
- Josip Konečni (*1953.) kao pripadnik 65. samostalne bojne HV te
- Ivan Križak (*1955),
- Siniša Coha (*1963),
- Srećko Demeter (*1972.),
- Krunoslav Rošin (*1970.) te
- Željko Kosović (*1970.) kao pripadnici 56. samostalne bojne HV.

Također, u susjednim Livađanima poginuo je pripadnik 151. samoborske brigade Zvonko Liktar (*1968.). 

Tog 23. studenoga 1991. hrvatske snage crtu su pomaknule jedino u selu Gornje Kričke. Korita su oslobođena 7. prosinca 1991. a za njima sela Jagma i Subocka.
Potpisivanjem sarajevskog primirja stale su i ratne operacije pa su pripadnici 56. kutinske bojne na tim položajima ostali, uz vrlo česte provokacije preostalih neprijateljskih snaga, sve do 6. srpnja 1992. godine kad je UNPROFOR preuzeo svoju zonu odgovornosti u sektoru Zapad.

## Rasformiranje 56. samostalne bojne Kutina
Do raspuštanja postrojbe, uslijed reorganizacije HV-a u srpnju 1992. godine kroz 56. samostalnu bojnu prošlo je 1334 branitelja od kojih je 41 ranjen, a 12 ih je poginulo.

## Poginuli branitelji pripadnici 56. samostalne bojne Kutina
- Siniša Coha,
- Željko Crnković,
- Srećko Demeter,
- Vladimir Fabijanec,
- Marijan Fišter,
- Branko Gršić,
- Pavao Horvat,
- Željko Kosović,
- Ivan Križak,
- Mijo Marinović,
- Dragan Odak i
- Krunoslav Rošin.